# Armadillidium lanzai
Armadillidium lanzai is een pissebed uit de familie Armadillidiidae. De wetenschappelijke naam van de soort is voor het eerst geldig gepubliceerd in 1996 door Taiti & Ferrara.